# 張彥超
张彦超（？—956年12月4日），后唐、辽朝、后汉、后周官员，沙陀部人。
张彦超有郤克之疾，人称为“跛子”。开始以骑射事奉唐庄宗为马直国使，唐庄宗灭后梁，授神武指挥使。唐明宗以他为养子。天成年间，擢授蔚州刺史。与石敬瑭不协，石敬瑭镇守太原，张彦超举城投降契丹，耶律德光以张彦超为云州大同军节度使。契丹南侵，张彦超率部众，进攻镇州、魏州。契丹灭后晋，张彦超任侍卫马军都校，晋升为晉昌軍節度使。后汉建立，张彦超归顺，改授保大軍節度使。乾祐初年，奉诏入京，担任奉朝请。郭威自邺城起兵，汉隐帝令张彦超率领骑军抵拒，刘子陂兵乱，张彦超率先归顺郭威。广顺年间，授神武统军。显德三年十月廿九戊子日，右神武统军张彦超因病在家中去世。周世宗追赠他为太子太师。